# Rochdale
Rochdale [ˈrɒtʃdeɪl] ist eine Stadt im Metropolitan County Greater Manchester in Nordwestengland und Verwaltungssitz des Metropolitan Borough of Rochdale. Sie hat 107.926 Einwohner (2011). Mehr als 40 % der Kinder im Rochdale Borough leben in Armut.

## Geographie
Die am Fluss River Roch gelegene Stadt leitet ihren Namen von diesem Fluss ab, der entlang der Pennines fließt.

## Geschichte
Rochdale ist als Recedham im Domesday Book von 1086 verzeichnet. Die Kirche St. Chad’s stammt aus dem Jahre 1194, doch gab es bereits vorher eine Kirche im Ort. Archäologische Funde um Rochdale herum weisen darauf hin, dass an dieser Stelle bereits die Römer siedelten. 1251 erhielt Rochdale den Status eines Marktortes. Um Rochdale herum entwickelte sich die Schafzucht. Im Ort selbst wurde Wolle verarbeitet und später auch nach Europa und Amerika exportiert.
Zum Ende des 18. Jahrhunderts hielt in Rochdale die maschinelle Verarbeitung von Wolle und Baumwolle Einzug. Die Eröffnung des Rochdale Kanals von Manchester nach Yorkshire 1804 und der Anschluss an das Eisenbahnnetz 1841 beschleunigten die Industrialisierung, die der Stadt einen starken Anstieg der Einwohnerzahlen bescherte: 1801 ca. 14.000, 1821 ca. 23.000 und 1841 ca. 68.000.
Unter dem Einfluss von Robert Owen, dem Begründer des Genossenschaftswesens, gründeten die Weber in Rochdale 1832 die Rochdale Friendly Co-operative Society und eröffneten ein Jahr später einen Genossenschaftsladen. Dieser wurde zwei Jahre später geschlossen, 1844 jedoch mit 28 Mitgliedern wiedereröffnet. 1848 hatte die Konsumgenossenschaft 140 Mitglieder, 1860 waren es bereits 3.500. Rochdale nennt sich aufgrund seiner Geschichte bis heute Birthplace of co-operation („Geburtsort des Genossenschaftswesens“).
2012 kam es zu einem Prozess gegen die Rochdale Sex Trafficking Gang mit zwölf Männern. Diese kriminelle Vereinigung hatte mindestens 47 minderjährige Mädchen missbraucht. Am 8. Mai 2012 wurden Freiheitsstrafen zwischen vier und 19 Jahren verhängt.
Eines der Opfer veröffentlichte im Oktober 2013 unter dem Decknamen Girl A das Buch Girl A: The truth about the Rochdale sex ring by the victim who stopped them über den jahrelangen sexuellen Missbrauch. Im Dezember 2013 erschien ein Untersuchungsbericht zu den kollektiven Vergewaltigungen in und um Rochdale, der von einem Versagen aller sozialen und behördlichen Anlaufstellen für die Mädchen spricht. Weder Ärzte, Krankenhäuser, Sozialarbeiter, Lehrer noch die Polizei hatten auf Berichte der Mädchen über den Missbrauch reagiert.

## Kultur und Sehenswürdigkeiten
- Kirche St. Chad’s

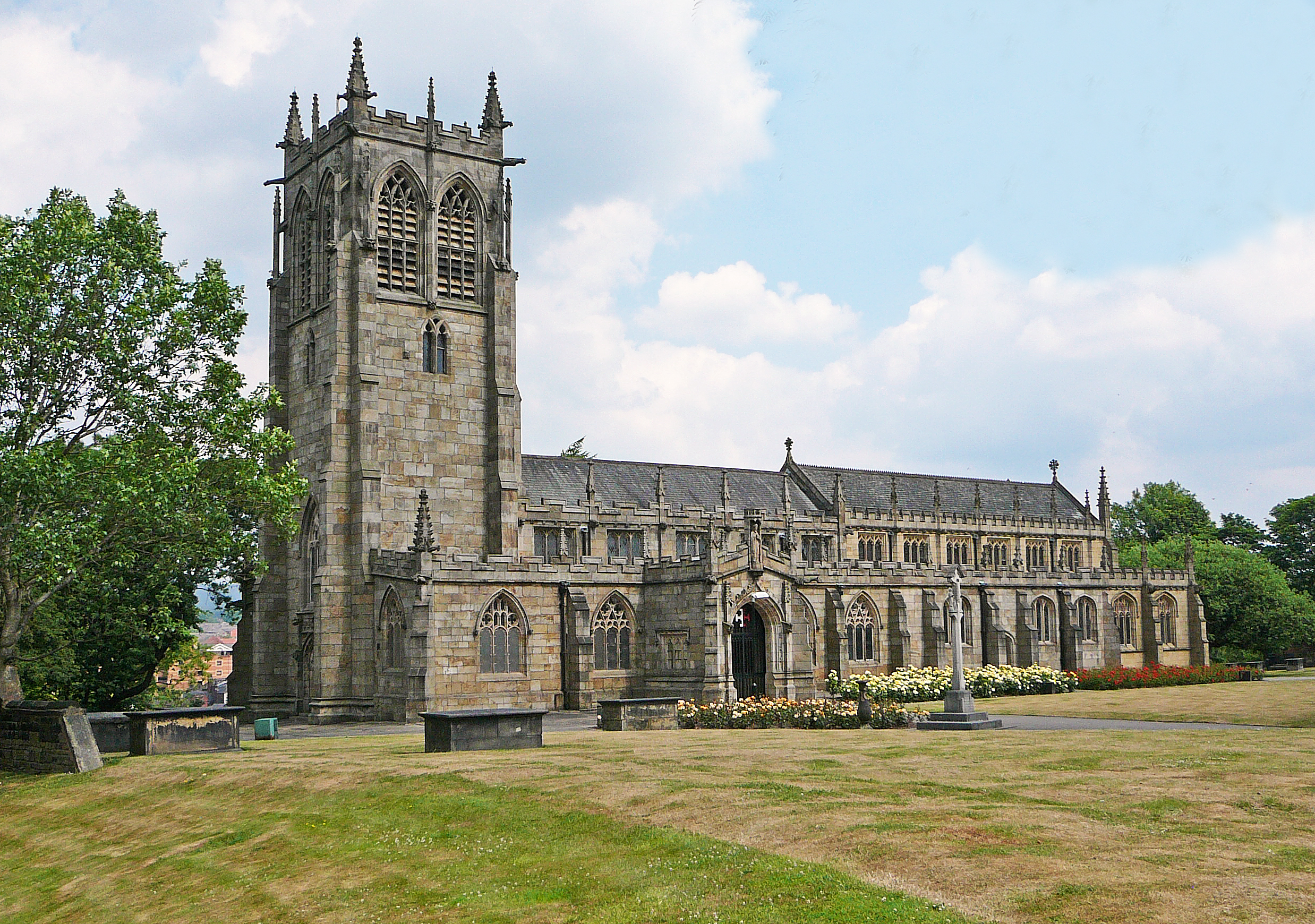
Kirche St. Chad

- im viktorianischen Stil erbautes Rathaus
- Rochdale Pioneers Museum, das die Geschichte des Genossenschaftswesen und der Rochdale Society of Equitable Pioneers darstellt
- Ellenroad Engine House, dort befindet sich eine der größten noch funktionsfähigen Dampfmaschinen der Welt. Diese wird jeden ersten Sonntag im Monat gestartet und ist dann zwischen 12:00 und 16:00 Uhr zu besichtigen

## Belletristik
In Rochdale beginnt der Roman GRM. Brainfuck von Sibylle Berg.

## Sport
In der Stadt ist der Fußballklub Rochdale AFC beheimatet, der lange als Synonym für die Football League Two galt und im Jahr 2010 erstmals in die Football League One aufstieg. Der Verein trägt seine Heimspiele im Spotland Stadium aus.

## Städtepartnerschaften
Rochdale ist mit Lwiw in der Ukraine, Bielefeld in Deutschland, Sahiwal in Pakistan und Tourcoing in Frankreich durch Partnerschaften verbunden.

## Söhne und Töchter der Stadt
- John Bright (1811–1889), Politiker[8]
- Gilbert Walker (1868–1958), Physiker und Meteorologe
- John Ellis (1874–1932), Henker
- Gracie Fields (1898–1979), Sängerin
- Cyril Smith, Politiker
- Elizabeth Butterworth (* 1949), Vogelmalerin
- Barb Jungr (* 1954), Sängerin
- Earl Barrett (* 1967), Fußballspieler
- Sajid Javid (* 1969), Politiker und Banker
- Rob Brown (* 1970 oder 1971), Musiker
- Sean Booth (* 1972), Musiker
- Anna Friel (* 1976), Schauspielerin
- Stuart Bithell (* 1986), Regattasegler
- Jake Cody (* 1988), Pokerspieler
- Ruth Walczak (* 1988), Leichtgewichtsruderin
- Craig Dawson (* 1990), Fußballspieler
- Heather Knight (* 1990), Cricketspielerin
- Donald Love (* 1994), Fußballspieler
- Keira Walsh (* 1997), Fußballspielerin
- Dwight McNeil (* 1999), Fußballspieler